# María Paz Marzolo
María Paz Marzolo (5 octubre 1963, Santiago, Chile), es una científica chilena, bioquímica de profesión, que estudia el área de tráfico intracelular de proteínas, la función y regulación de la expresión de receptores de lipoproteínas y la asociación con patología neuronal y renal. Ha sido invitada a dar seminarios y conferencias en distintos congresos nacionales e internacionales. Actualmente es Profesora Titular de la Facultad de Ciencias Biológicas de la Pontificia Universidad Católica de Chile, PUC.

## Biografía y carrera científica.
Nacida el 5 de octubre de 1963 en Santiago de Chile, ingresó a estudiar Bioquímica en la Pontificia Universidad Católica de Chile en 1981, graduándose como la mejor de su promoción.  Durante su estancia universitaria estudió distintos cursos impartidos por profesores como Juan de Dios Vial Correa, quien posteriormente sería nombrado Rector de la Universidad. Realizó su tesis en la Facultad de Medicina de la Pontificia Universidad Católica de Chile, trabajado en el Departamento de Gastroenterología con el Dr. Flavio Nervi.
Ingresó al doctorado en el año 1990, allí realizó su tesis con el Dr. Alfonso González. Posteriormente, realizó estadías post-doctorales en Neurobiología con el Dr. Nibaldo Inestrosa, en la Pontificia Universidad Católica de Chile, donde se propuso estudiar la expresión y función de los receptores de lipoproteínas de baja densidad (LDL-R) en microglías; Y posteriormente con el Dr. Guojun Bu en la Escuela de Medicina de la Universidad de Washington St. Louis, EEUU, donde desarrolló las primeras herramientas que le permitieron postular a su primer proyecto Fondecyt regular. Tras finalizar su postdoctorado, se desempeñó como profesor asistente en la Facultad de Ciencias de la Universidad de Chile. El año 2017 realizó una estadía con el profesor Pete Cullen en la Universidad de Bristol, Inglaterra, mediante el programa “Benjamin Meaker Visiting Professorships”, también realizó una estadía en el laboratorio de Julie Donaldson en el NIH en Maryland, EEUU.

### Actividad Organizacional
Fue miembro durante tres años del Grupo de Estudios de Biología 2 de Fondecyt, siendo directora durante un año. Durante los años 2010 al 2013 fue directora del Núcleo Milenio en Biología Regenerativa. Es parte de la Sociedad de Biología Celular de Chile, la Sociedad Internacional de Neuroquímica y de la Sociedad Chilena de Neurociencias. Ha trabajado como editor en diversas revistas científicas como Biochemical Journal, World Journal of Biochemical Chemistry, Molecular Neurodegeneration y Biomolecules, siendo, las dos últimas las que actualmente sigue ejerciendo como editora.
La Dr. Marzolo ha organizado y ejercido como orador en distintas actividades como el Simposio internacional “Lipoprotein Receptors: From Cell Biology to Disease”, realizado el año 2006 en Santiago, Chile; el Simposio realizado el año 2010;  EMBO workshop “Current advances in membrane trafficking: Implications for polarity and diseases” realizado el 2014 en Puerto Natales, Chile, el cual contó con la participación de destacados científicos como el Premio Nobel Randy Shekman. En el año 2016 organizó el segundo worshop EMBO “Actualization in membrane trafficking in health and disease”, el cual se realizó en La Serena, Chile.
Actualmente ejerce como profesora titular en la Facultad de Ciencias Biológicas de la Pontificia Universidad Católica de Chile, desempeñándose tanto como investigadora como docente, además de participar en diversos comité de tesis de pregrado y postgrado.

### Pasatiempos y otros intereses.
María Paz Marzolo aficionada a la fotografía, participó en el concurso interno facultad “Artifica La UC 2019”, siendo una de las ganadoras de este, realizó exposición fotografías enviadas a este concurso, material audiovisual al cual llamó “Aves de Chile y su Canto”. Posteriormente la muestra de fotografías “Aves de Chile y su Canto” acompañado con el material audiovisual fue expuesta en el Centro Cultural de la Municipalidad de Quillota durante el mes de enero del 2020.
La Dr. Marzolo es co-autora junto con Ada Cuevas Marín, del libro publicado el 2015 “El peso de la obesidad en el siglo XXI”, el cual fue financiado por CONICYT y distribuido de forma gratuita en la Facultad de Ciencias Biológicas de la UC.
Durante los últimos años ha manifestado su opinión respecto del tema de brechas de género en ciencias, siendo invitada a un encuentro sobre el tema en la Academia Chilena de Ciencias. Su opinión sobre el tema también aparece en periódicos nacionales como El Mercurio, un ejemplo es en Economía y negocios, en septiembre del 2015 con respecto a la campaña HeForSHe,donde expresó en la sección "Cartas al Director" del mismo diario que de diez personas que integran el consejo asesor de CONICYT, solo una sea mujer. "Me parece que no se condice con reconocer que la fuerza de la actividad científica descansa, con variaciones que dependen del ámbito de la ciencia, de manera casi paritaria en hombres y mujeres”. También escribió una columna de opinión para el diario El Mercurio acerca de la ética en los tiempos de las universidades funcionando de manera remota como alternativa a la no presencialidad.
En el año 2020 María Paz Marzolo organizó una instancia de colaboración de la PUC con las instituciones SAG y CONAF además de la ONG Agrupación Cultural de protección del Huemul para aportar en el diagnóstico y posible tratamiento contra la enfermedad linfoadenitis caseosa del Huemul en la región de Aysén, especialmente en el Parque Nacional Cerro Castillo, además de la difusión acerca del estado de protección y conservación de esta especie.

## Premios y distinciones.
Beca de Honor, 1981. Entregada por Pontificia Universidad Católica de Chile al mejor estudiante de la promoción.
Beca de Honor, 1986. Beca entregada por la Pontificia Universidad Católica de Chile al mejor estudiante de su promoción.
Mejor Tesis de Doctorado, 1997. Premio entregado por la Fundación Chilena para la  Biología Celular por la mejor Tesis de Doctorado.
Miembro del Programa de Ciencia de Frontera de la Academia Chilena de Ciencias.

## Publicaciones.
Rojo-Cortés, Francisca & Tapia-Valladares, Victoria & Fuenzalida-Uribe, Nicolás & Hidalgo, Sergio & Roa, Candy & Gonzalez-Ramírez, Maria & Oliva Olave, Carlos & Campusano, Jorge & Marzolo, María-Paz. (2021). Lipophorin receptors regulate mushroom bodies development and participate in learning, memory, and sleep in flies. 10.1101/2021.11.10.467940.
Alves, Sarah & Florentino, Lucas & Esteves Teixeira, Douglas & Silva-Aguiar, Rodrigo & Peruchetti, Diogo & Oliveira, Ana & Scharfstein, Julio & Marzolo, María-Paz & Pinheir, Ana & Caruso-Neves, Celso. (2021). Surface megalin expression is a target to the inhibitory effect of bradykinin on the renal albumin endocytosis. Peptides. 146. 170646. 10.1016/j.peptides.2021.170646.
Macías Calvio, Vania & Fuentealba, Luz & Marzolo, María-Paz. (2020). An update on cellular and molecular determinants of Parkinson's disease with emphasis on the role of the retromer complex. Journal of Neuroscience Research. 99. 10.1002/jnr.24675.
Jausoro, Ignacio & Marzolo, María-Paz. (2020). Reelin activates the small GTPase TC10 and VAMP7 to promote neurite outgrowth and regeneration of dorsal root ganglia (DRG) neurons. Journal of Neuroscience Research. 99. 10.1002/jnr.24688.
Cabezas, Felipe & Farfán, Pamela & Marzolo, María-Paz. (2019). Participation of the SMAD2/3 signalling pathway in the down regulation of megalin/LRP2 by transforming growth factor beta (TGF-ß1). PLOS ONE. 14. e0213127. 10.1371/journal.pone.0213127.
Caracci, Mario & Fuentealba, Luz & Marzolo, María-Paz. (2019). Golgi Complex Dynamics and Its Implication in Prevalent Neurological Disorders. Frontiers in Cell and Developmental Biology. 7. 75. 10.3389/fcell.2019.00075.
Cabezas, Felipe & Farfán, Pamela & Marzolo, María-Paz. (2019). The down regulation of megalin/LRP2 by transforming growth factor beta (TGF-ß1) is mediated by the SMAD2/3 signalling pathway. 10.1101/553974.
Luo, Lin & Wall, Adam & Tong, Samuel & Hung, Yu & Xiao, Zhijian & Tarique, Abdullah Al & Sly, Peter & Fantino, Emmanuelle & Marzolo, María-Paz & Stow, Jennifer. (2018). TLR Crosstalk Activates LRP1 to Recruit Rab8a and PI3Kγ for Suppression of Inflammatory Responses. Cell Reports. 24. 3033-3044. 10.1016/j.celrep.2018.08.028.
Santana, Jessica & Marzolo, María-Paz. (2017). The functions of Reelin in membrane trafficking and cytoskeletal dynamics: Implications for neuronal migration, polarization and differentiation. Biochemical Journal. 474. 3137-3165. 10.1042/BCJ20160628.
Ampuero, Estíbaliz & Jury, Nur & HA€RTEL, STEFFEN & Marzolo, María-Paz & ZUNDERT, AND. (2016). Interfering of the Reelin/ApoER2/ PSD95 Signaling Axis Reactivates Dendritogenesis of Mature Hippocampal Neurons. Journal of Cellular Physiology. 9999. 1-13. 10.1002/jcp.25605.
Marzolo, María-Paz. (2016). EMBO workshop "Actualizations in membrane trafficking in health and disease".
Bay, Andres & Schreiner, Ryan & Benedicto, Ignacio & Marzolo, María-Paz & Banfelder, Jason & Weinstein, Alan & Rodriguez-Boulan, Enrique. (2016). The fast-recycling receptor Megalin defines the apical recycling pathway of epithelial cells. Nature Communications. 7. 11550. 10.1038/ncomms11550.
Pasten, Maria & Cerda, Joaquín & Jausoro, Ignacio & Court, Felipe & Caceres, Alfredo & Marzolo, María-Paz. (2015). ApoER2 and Reelin are expressed in regenerating peripheral nerve and regulate Schwann cell migration by activating the Rac1 GEF protein, Tiam1. Molecular and cellular neurosciences. 69. 10.1016/j.mcn.2015.09.004.
Quassollo, Gonzalo & Wojnacki, Jose & Salas, Daniela & Gastaldi, Laura & Marzolo, María-Paz & Conde, Cecilia & Bisbal, Mariano & Couve, Andrés & Caceres, Alfredo. (2015). A RhoA Signaling Pathway Regulates Dendritic Golgi Outpost Formation. Current biology : CB. 25. 10.1016/j.cub.2015.01.075.
Larios, Jorge & Jausoro, Ignacio & Benitez, Maria-Luisa & Bronfman, Francisca & Marzolo, María-Paz. (2014). Neurotrophins regulate ApoER2 proteolysis through activation of the Trk signaling pathway. BMC neuroscience. 15. 108. 10.1186/1471-2202-15-108.
Sotelo Torres, Pablo & Farfán, Pamela & Benitez, María & Bu, Guojun & Marzolo, María-Paz. (2014). Sorting Nexin 17 Regulates ApoER2 Recycling and Reelin Signaling. PloS one. 9. e93672. 10.1371/journal.pone.0093672.
Wojnacki, José & Quassollo, Gonzalo & Marzolo, María-Paz & Caceres, Alfredo. (2014). Rho GTPases at the crossroad of signaling networks in mammals: Impact of Rho-GTPases on microtubule organization and dynamics. Small GTPases 5 (1)2154-1248. 24691223 10.4161/sgtp.28430.
Escudero, Ca & Lazo, Oscar & Galleguillos, Carolina & Parraguez, Jose & Lopez-Verrilli, Ma & Cabeza, Carolina & León, Luisa & Saeed, Uzma & Retamal, Claudio & González, Alfonso & Marzolo, María-Paz & Carter, Bd & Court, Fa & Bronfman, Francisca. (2014). The p75 neurotrophin receptor evades the endolysosomal route in neuronal cells, favouring multivesicular bodies specialised for exosomal release. Journal of cell science. 127. 10.1242/jcs.141754.
Wojnacki, José & Quassollo, Gonzalo & Marzolo, María-Paz & Caceres, Alfredo. (2014). Rho GTPases at the crossroad of signaling networks in mammals. Small GTPases. 5. e28430. 10.4161/sgtp.28430.
Farfán, Pamela & Lee, Jiyeon & Larios, Jorge & Sotelo Torres, Pablo & Bu, Guojun & Marzolo, María-Paz. (2013). A Sorting Nexin 17-Binding Domain Within the LRP1 Cytoplasmic Tail Mediates Receptor Recycling Through the Basolateral Sorting Endosome. Traffic (Copenhagen, Denmark). 14. 10.1111/tra.12076.
Marzolo, María-Paz. (2012). ApoER2 trafficking, processing and signaling and its participation in neurodegeneration. Molecular neurodegeneration. 7 Suppl 1. L11. 10.1186/1750-1326-7-S1-L11.
Vicinanza, Mariella & Campli, Antonella & Polishchuk, Elena & Santoro, Michele & Tullio, Giuseppe & Godi, Anna & Levtchenko, Elena & Leo, Maria & Polishchuk, Roman & Sandoval, Lisette & Marzolo, María-Paz & De Matteis, Maria. (2011). OCRL controls trafficking through early endosomes via PtdIns4,5P2-dependent regulation of endosomal actin. The EMBO journal. 30. 4970-85. 10.1038/emboj.2011.354.
Larios, Jorge & Marzolo, María-Paz. (2011). Novel aspects of the apolipoprotein-E receptor family: Regulation and functional role of their proteolytic processing. Frontiers in biology. 7. 113–143. 10.1007/s11515-011-1186-7.
Cabezas, Felipe & Lagos, Jonathan & Céspedes, Carlos & Vio, Carlos & Bronfman, Miguel & Marzolo, María-Paz. (2011). Megalin/LRP2 Expression Is Induced by Peroxisome Proliferator-Activated Receptor -Alpha and -Gamma: Implications for PPARs' Roles in Renal Function. PloS one. 6. e16794. 10.1371/journal.pone.0016794.
Marzolo, María-Paz & Farfán, Pamela. (2011). New Insights into the Roles of Megalin/LRP2 and the Regulation of its Functional Expression. Biological research. 44. 89-105. 10.4067/S0716-97602011000100012.
Donoso M, Cancino J, Lee J, van Kerkhof P, Retamal C, Bu G, Gonzalez A, Cáceres A, Marzolo MP. Polarized traffic of LRP1 involves AP1B and SNX17 operating on Y-dependent sorting motifs in different pathways. Mol Biol Cell. 2009 Jan;20(1):481-97. doi: 10.1091/mbc.e08-08-0805. Epub 2008 Nov 12. PMID: 19005208; PMCID: PMC2613102..
Marzolo, María-Paz & Bu, Guojun. (2008). Lipoprotein receptors and cholesterol in APP trafficking and proteolytic processing, implications for Alzheimer's disease. Seminars in cell & developmental biology. 20. 191-200. 10.1016/j.semcdb.2008.10.005.
Bisbal, Mariano & Conde, Cecilia & Donoso, Maribel & Bollati, Flavia & Sesma, Juliana & Quiroga, Santiago & Añel, Alberto & Malhotra, Vivek & Marzolo, María-Paz & Caceres, Alfredo. (2008). Protein Kinase D Regulates Trafficking of Dendritic Membrane Proteins in Developing Neurons. The Journal of neuroscience: the official journal of the Society for Neuroscience. 28. 9297-308. 10.1523/JNEUROSCI.1879-08.2008.
Lee, Jiyeon & Retamal, Claudio & Cuitino, Loreto & Caruano-Yzermans, Amy & Shin, Jung-Eun & Kerkhof, Peter & Marzolo, María-Paz & Bu, Guojun. (2008). Adaptor Protein Sorting Nexin 17 Regulates Amyloid Precursor Protein Trafficking and Processing in the Early Endosomes. The Journal of biological chemistry. 283. 11501-8. 10.1074/jbc.M800642200.
Yuseff, María & Farfán, Pamela & Bu, Guojun & Marzolo, María-Paz. (2007). A Cytoplasmic PPPSP Motif Determines Megalin's Phosphorylation and Regulates Receptor's Recycling and Surface Expression. Traffic (Copenhagen, Denmark). 8. 1215-30. 10.1111/j.1600-0854.2007.00601.x.
Fuentealba RA, Barría MI, Lee J, Cam J, Araya C, Escudero CA, Inestrosa NC, Bronfman FC, Bu G, Marzolo MP. (2007)ApoER2 expression increases Abeta production while decreasing Amyloid Precursor Protein (APP) endocytosis: Possible role in the partitioning of APP into lipid rafts and in the regulation of gamma-secretase activity. Mol Neurodegener. 2:14. 10.1186/1750-1326 2-14.
Brandan, Enrique & Retamal, Claudio & Cabello-Verrugio, Claudio & Marzolo, María-Paz. (2006). The Low Density Lipoprotein Receptor-related Protein Functions as an Endocytic Receptor for Decorin. The Journal of biological chemistry. 281. 31562-71. 10.1074/jbc.M602919200.
Arredondo, Miguel & Tapia, Victoria & Rojas, Alejandro & Aguirre, Pabla & Reyes, Francisca & Marzolo, María-Paz & Nunez, Marco. (2006). Apical distribution of HFE–β2-microglobulin is associated with inhibition of apical iron uptake in intestinal epithelia cells. Biometals: an international journal on the role of metal ions in biology, biochemistry, and medicine. 19. 379-88. 10.1007/s10534-005-6687-x.
Marzolo, María-Paz & Bu, Guojun. (2006). Morphogens, new passengers on lipoprotein particles. Current opinion in lipidology. 17. 202-4. 10.1097/01.mol.0000217905.28433.39.
Cuitino, Loreto & Matute, Ricardo & Retamal, Claudio & Bu, Guojun & Inestrosa, Nibaldo & Marzolo, María-Paz. (2005). ApoER2 is Endocytosed by a Clathrin-Mediated Process Involving the Adaptor Protein Dab2 Independent of its Rafts' Association. Traffic (Copenhagen, Denmark). 6. 820-38. 10.1111/j.1600-0854.2005.00320.x.
Fuentealba, Rodrigo & Farías, Ginny & Scheu, Jessica & Bronfman, Miguel & Marzolo, María-Paz & Inestrosa, Nibaldo. (2005). Signal transduction during amyloid-beta-peptide neurotoxicity: Role in Alzheimer disease. Brain research. Brain research reviews. 47. 275-89. 10.1016/j.brainresrev.2004.07.018.
Melman, Lora & Cao, Zhao-feng & Rennke, Stephanie & Marzolo, María-Paz & Wardell, Mark & Bu, Guojun. (2001). High Affinity Binding of Receptor-associated Protein to Heparin and Low Density Lipoprotein Receptor-related Protein Requires Similar Basic Amino Acid Sequence Motifs. The Journal of biological chemistry. 276. 29338-46. 10.1074/jbc.M103717200.
Marzolo, María-Paz & Yuseff, María & Retamal, Claudio & Donoso, Maribel & Ezquer, Fernando & Farfán, Pamela & Li, Yonghe & Bu, Guojun. (2003). Differential Distribution of Low-Density Lipoprotein-Receptor-Related Protein (LRP) and Megalin in Polarized Epithelial Cells is Determined by Their Cytoplasmic Domains. Traffic (Copenhagen, Denmark). 4. 273-88. 10.1034/j.1600-0854.2003.00081.x.
Li, Yonghe & Lu, WY & Marzolo, María-Paz & Bu, Guojun. (2001). Differential Functions of Members of the Low Density Lipoprotein Receptor Family Suggested by Their Distinct Endocytosis Rates. The Journal of biological chemistry. 276. 18000-6. 10.1074/jbc.M101589200.
Li, Yonghe & Kerkhof, Peter & Marzolo, María-Paz & Strous, Ger & Bu, Guojun. (2001). Identification of a Major Cyclic AMP-Dependent Protein Kinase A Phosphorylation Site within the Cytoplasmic Tail of the Low-Density Lipoprotein Receptor-Related Protein: Implication for Receptor-Mediated Endocytosis. Molecular and cellular biology. 21. 1185-95. 10.1128/MCB.21.4.1185-1195.2001.
Li Y, van Kerkhof P, Marzolo MP, Strous GJ, Bu G. (2001). Identification of a major cyclic AMP-dependent protein kinase A phosphorylation site within the cytoplasmic tail of the low-density lipoprotein receptor-related protein: implication for receptor-mediated endocytosis. Mol Cell Biol. 1185-95. doi: 10.1128/MCB.21.4.1185-1195.2001.
Bu, Guojun & Marzolo, María-Paz. (2000). Role of RAP in the Biogenesis of Lipoprotein Receptors. Trends in cardiovascular medicine. 10. 148-55. 10.1016/S1050-1738(00)00045-1.
Marzolo, María-Paz & von Bernhardi, Rommy & Bu, Guojun & Inestrosa, N. (2000). Expression of α2-macroglobulin receptor/low density lipoprotein receptor-related protein (LRP) in rat microglial cells. Journal of neuroscience research. 60. 401-11. 10.1002/(SICI)1097-4547(20000501)60:3<401::AID-JNR15>3.0.CO;2-L.
Marzolo, María-Paz & von Bernhardi, Rommy & Inestrosa, Nibaldo. (1999). Mannose receptor is present in a functional state in rat microglial cells. Journal of neuroscience research. 58. 387-95. 10.1002/(SICI)1097-4547(19991101)58:3<387::AID-JNR4>3.3.CO;2-C.
Inestrosa, Nibaldo & Marzolo, María-Paz & Bonnefont, Andrea. (1998). Cellular and molecular basis of estrogen's neuroprotection: Potential relevance for Alzheimer's disease. Molecular neurobiology. 17. 73-86. 10.1007/BF02802025.
Marzolo, María-Paz & Bull, Paulina & González, Alfonso. (1997). Apical Sorting of Hepatitis B Surface Antigen (HBsAg) is Independent of N-Glycosylation and Glycosylphosphatidylinositol-Anchored Protein Segregation. Proc Natl Acad Sci U S A. 94. 1834-9. 10.1073/pnas.94.5.1834.
Marzolo, María-Paz & Amigo, Ludwig & Nervi, Flavio. (1993). Hepatic production of very low density lipoprotein, catabolism of low density lipoprotein, biliary lipid secretion, and bile salt synthesis in rats fed a bean (Phaseolus vulgaris) diet. Journal of lipid research. 34. 807-14. 10.1016/S0022-2275(20)39701-7.
Marzolo, María-Paz & Rigotti, Attilio & Nervi, Flavio. (1990). Secretion of biliary lipids from the hepatocyte. Hepatology (Baltimore, Md.). 12. 134S-141S; discussion 141S.
Marzolo, María-Paz & Nervi, Flavio. (1990). [Characterization of lipoprotein catabolism in biliary cholesterol hypersecretion conditions in rats]. Archivos de biología y medicina experimentales. 22. 361-74.
Rigotti, Attilio & Marzolo, María-Paz & Ulloa, Natalia & González, O & Nervi, Flavio. (1989). Effect of bean intake on biliary lipid secretion and on hepatic cholesterol metabolism in the rat. Journal of lipid research. 30. 1041-8. 10.1016/S0022-2275(20)38291-2.